# Svetlana Mojsov
Pour les articles homonymes, voir Mojsov.
Svetlana Mojsov est une chimiste d'origine yougoslave qui est professeure associée de recherche à l'université Rockefeller. 
Ses recherches portent sur la synthèse de peptides. Elle découvre le glucagon-like peptide-1 et révèle son rôle dans le métabolisme du glucose et la sécrétion d'insuline. Ses découvertes sont utilisées par Novo Nordisk et Eli Lilly pour le développement d'agents thérapeutiques contre le diabète et l'obésité tels que le sémaglutide et le tirzépatide.
L'importance de ses découvertes est longtemps sous-estimée, voire attribuée à d'autres scientifiques, et ce n'est qu'à partir de 2023 qu'elle reçoit des hautes distinctions scientifiques.

## Biographie

### Jeunesse et éducation
Mojsov est née en Yougoslavie et obtient son diplôme de premier cycle en chimie physique à Belgrade. Elle rejoint le programme d'études supérieures de l'université Rockefeller en 1972, où elle travaille aux côtés de Robert Bruce Merrifield (prix Nobel de chimie 1984) sur la synthèse de peptides. Mojsov s'intéresse plus précisément la synthèse du glucagon, libéré par le pancréas. À l'époque, il avait été proposé que le glucagon puisse aider à traiter le diabète de type 2. Elle reçoit son Ph.D. en 1978 et continue à travailler dans le laboratoire de Merrifield pendant 5 ans. Elle se marie alors avec Michel C. Nussenzweig (en), un camarade de son laboratoire.

### Recherche et carrière
En 1983, Svetlana Mojsov et son mari déménagent à Boston. Elle rejoint le Massachusetts General Hospital, où elle est nommée directrice d'un centre de synthèse de peptides. Elle arrive au MGH peu de temps après que Joel Habener ait cloné le proglucagon en étudiant des baudroie trouvée dans le port de Boston. Mojsov travaille sur l'identification du glucagon-like peptide-1 (GLP-1), une hormone générée par l'intestin qui déclenche la libération d'insuline. Pour tenter de déterminer si un fragment spécifique du GLP-1 est une incrétine, Mojsov crée un anticorps incrétine et développe des moyens pour suivre sa présence. Elle identifie qu'une partie de 31 acides aminés du GLP-1 est une incrétine,. En collaboration avec Gordon Weir et Habener, Mojsov montre que de petites quantités de GLP-1 synthétisées en laboratoire pouvaient déclencher l'insuline,.
Dans les années 1990, Mojsov retourne à New York, où elle retrouve l'université Rockefeller et le laboratoire de Ralph Steinman (prix Nobel de physiologie ou médecine 2011). En 1992, le groupe du Massachusetts General Hospital teste le GLP-1 chez l’homme. Par la suite, des médicaments qui imitent l'action du GLP-1 sont développés par Novo Nordisk pour servir de traitements contre l'obésité et le diabète,. Finalement, les dérivés du GLP-1 synthétisés par Mojsov sont brevetés en tant que peptides capables de provoquer la libération d'insuline, mais avec Habener comme seul créateur. Mojsov s'est battue pour que son nom soit inclus dans les brevets. MGH accepte finalement de modifier quatre brevets pour inclure son nom et elle reçoit un tiers des redevances pharmaceutiques pendant un an. Ses collaborateurs ayant reçu diverses récompenses pour de nouvelles versions du GLP-1 devenues populaires, elle demande que son travail soit reconnu, ce qui est effectivement le cas à partir de 2023,.

## Distinctions et prix scientifiques
- En 2023, elle fait partie des Dix scientifiques de l'année nommés par la revue Nature[10].
- 2023 VinFuture Innovators With Outstanding Achievements In Emerging Fields[11]
- 2023 Time100 Health
- 2024 Pearl Meister Greengard Prize[2]
- 2024 Time 100 Most Influential People[12]
- 2024 Princess of Asturias Awards
- 2024 Tang Prize (en) - Biopharmaceutical Science[13]
- 2024 Prix Albert-Lasker pour la recherche médicale clinique[14]
- 2024 BBVA Foundation Frontiers of Knowledge Awards - Biology and Biomedicine
- 2025 Breakthrough Prize in Life Sciences[15]
- 2025 Warren Triennial Prize
- 2025 Distinguished Medical Science Award
- 2025 Membre de l'Académie nationale des sciences

## Publications
- (en) Svetlana Mojsov, Gordon C. Weir et Joel F. Habener, « Insulinotropin: glucagon-like peptide I (7-37) co-encoded in the glucagon gene is a potent stimulator of insulin release in the perfused rat pancreas », Journal of Clinical Investigation, Société américaine d'investigation clinique, vol. 79, no 2,‎ 1er février 1987, p. 616-619 (ISSN 0021-9738 et 1558-8238, OCLC 01445593, PMID 3543057, PMCID 424143, DOI 10.1172/JCI112855).
- (en) S Mojsov, G Heinrich, I B Wilson, M Ravazzola, L Orci et J F Habener, « Preproglucagon gene expression in pancreas and intestine diversifies at the level of post-translational processing », Journal of Biological Chemistry, Baltimore, American Society for Biochemistry and Molecular Biology (d), vol. 261, no 25,‎ 1er septembre 1986, p. 11880-11889 (ISSN 0021-9258, 1083-351X et 1067-8816, OCLC 54114375, PMID 3528148, DOI 10.1016/S0021-9258(18)67324-7).